# 정영숙
정영숙(鄭永淑, 1947년 4월 1일 ~ )은 대한민국의 여성 배우이다.

## 주요 이력
소련 군정 조선 평안북도 선천에서 출생하여 지난날 한때 경기도 양주를 거쳐 서울에서 성장한 그녀는 1966년 연극배우 첫 데뷔한 그녀는 이듬해 1967년 TBC 동양방송 공채 6기 탤런트로 정식 데뷔하였다. 특히 동방유량(현 사조해표)의 해표 식용유 전속모델로 출연하여 '해표 식용유 정말 고소해요'라는 광고 카피를 히트시켜 해표 아줌마로 잘 알려졌다.

## 학력
- 서울후암초등학교 (졸업)
- 수도여자중학교 (졸업)
- 숭의여자고등학교 (졸업)
- 숙명여자대학교 사학과 (졸업)

## 출연작

### 드라마
- 1972년 MBC 《아다다》 - 아다다 역
- 1982년 KBS1 《산하》
- 1983년 KBS1 《빛과 사슬》
- 1984년 KBS2 《봉선화》
- 1987년 KBS1 《어느 방송인》
- 1987년 KBS2 《큰형수》 ... 윤정 역
- 1988년 KBS1 《서울에서 제일 비싼 미소》
- 1991년 KBS2 《왕도》 - 혜경궁 홍씨(헌경의황후) 역
- 1991년 KBS2 《하늬바람》 ... 어머니 역
- 1991년 MBC 《무동이네 집》
- 1991년 KBS2 《아스팔트 내 고향》
- 1992년 MBC 《약속》
- 1992년 MBC 《일출봉》
- 1992년 KBS2 《드라마게임 - 파이팅, 할아버지!》
- 1992년 MBC 《베스트극장 - 황혼의 블루스》
- 1992년 MBC 《베스트극장 - 여심》
- 1992년 KBS2 《숲속의 바람》
- 1992년 KBS2 《드라마게임 - 겨울 손님》
- 1992년 KBS2 《드라마게임 - 어머니의 수석》
- 1992년 KBS2 《이별 없는 아침》
- 1992년 KBS2 《드라마게임 - 수레 바퀴》
- 1993년 MBC 《베스트극장 - 부자지효》
- 1993년 MBC 《베스트극장 - 지난 겨울 우리는》
- 1993년 KBS2《서 있는 여자》
- 1993년 KBS2 《드라마게임 - 비와 무지개가 있는 풍경》
- 1993년 MBC 《베스트극장 - 미사》
- 1993년 MBC 《엄마의 바다》 ... 김정옥 역
- 1993년 KBS2 《드라마게임 - 며느리 세상》
- 1993년 KBS2 《해가 뜨면 달이 뜨고》
- 1993년 SBS 《결혼》 ... 최 여사 역
- 1994년 KBS2 《드라마게임 - 시어머니의 남편》
- 1994년 KBS2 《한명회》 ... 한명회의 장모 허씨 부인 역
- 1994년 KBS2 《드라마게임 - 헛기침과 코웃음》
- 1994년 KBS2 《느낌》 ... 장경진 역
- 1994년 MBC 《신사협정》
- 1994년 KBS2 《그대에게 가는 길》
- 1994년 KBS2 《인간극장 - 황혼의 그림자》
- 1995년 KBS2 《드라마게임 - 두 개의 브로치》
- 1995년 SBS 《장희빈》 ... 오 상궁 역
- 1995년 KBS2 《드라마게임 - 아빠와 연인》
- 1995년 KBS2 《목욕탕집 남자들》 ... 민기의 어머니 역
- 1995년 KBS1 《찬란한 여명》 ... 유홍기의 부인 역
- 1996년 KBS2 《댁의 딸, 우리 아들》
- 1996년 MBC 《별》
- 1996년 SBS 《안중근》
- 1996년 MBC 《달콤한 인생》 - 한씨 역
- 1996년 SBS 《8월의 신부》 ... 민 여사, 진경의 어머니 역
- 1996년 MBC 《애인》 ... 명혜의 어머니 역
- 1996년 KBS2 《드라마게임 - 거울이 있는 방》
- 1997년 MBC 《바람과 강》
- 1997년 MBC 《남자 셋 여자 셋》
- 1997년 SBS 《70분 드라마 - 가족수첩》
- 1997년 SBS 《LA아리랑》
- 1997년 KBS1 《모정의 강》 ... 나순임 역
- 1997년 KBS2 《끝의 시작》
- 1997년 KBS2 《프로포즈》 ... 백민석 어머니 역
- 1998년 KBS2 《일요베스트 - 사랑은 영화처럼》
- 1998년 MBC 《베스트극장 - 공춘택 씨의 계약 결혼》 ... 차금례 역
- 1998년 KBS1 《희망여관》
- 1999년 SBS 《카이스트 (1기)》 (카메오)
- 1999년 SBS 《청춘의 덫》 ... 이 여사 역
- 1999년 KBS1 《일요베스트 - 톨게이트》
- 1999년 KBS1 《일요베스트 - 6번 마네킹》
- 1999년 SBS 《그녀의 선택》 ... 승국 모 역
- 1999년 MBC 《베스트극장 - 새드 무비》
- 1999년 SBS 《크리스탈》 ... 수아의 어머니 역
- 1999년 MBC 《베스트극장 - 새드 무비》
- 2000년 MBC 《온달 왕자들》 ... 이일인 역
- 2000년 SBS 《여자만세》
- 2001년 KBS2 《인생은 아름다워》
- 2001년 MBC 창사특집극 《소풍》 ... 연자 역
- 2001년 KBS2 《아버지처럼 살기 싫었어》
- 2002년 KBS2 《내사랑 누굴까》 ... 춘희, 지연의 어머니 역
- 2002년 KBS1 《제국의 아침》 ... 신명순성황태후 유씨 역
- 2002년 MBC 《인어아가씨》 ... 한경혜 역
- 2002년 SBS 《야인시대》 ... 한산 이씨(김두한의 할머니) 역
- 2002년 KBS2 《드라마시티 - 홍시》 ... 할머니 역
- 2003년 KBS1 《무인시대》 ... 명종 황제의 상궁, 최상궁 역
- 2003년 MBC 《백조의 호수》 ... 조풍녀 역
- 2003년 KBS2 《로즈마리》 ... 오 여사, 정연의 시어머니 역
- 2004년 MBC 《물꽃마을 사람들》 ... 정경희 역
- 2004년 SBS 《청혼》 ... 엄마 역
- 2004년 MBC 《사랑을 할거야》 ... 하늘의 외할머니 '이 여사' 역
- 2004년 KBS2 《드라마시티 - 언젠가는》 ... 이모 역
- 2005년 MBC 《김약국의 딸들》 ... 한실 댁 역
- 2005년 KBS2 《웨딩》 ... 정숙희, 승우의 어머니 역
- 2005년 MBC 《결혼합시다》 ... 재원의 어머니 역
- 2006년 OCN 《썸데이》 ... 야마구치 하나의 외할머니 역
- 2007년 MBC 《하얀거탑》 ... 장준혁의 어머니 역
- 2007년 MBC 《문희》 ... 송옥희 역
- 2007년 KBS2 《드라마시티 - 하늘 연인》 ... 복순 역
- 2008년 MBC 《에덴의 동쪽》 ... 배화미 역
- 2008년 SBS 《떼루아》
- 2008년 SBS 《식객》 ... 분여사 역
- 2009년 KBS2 《열혈 장사꾼》 ... 하류의 어머니 역
- 2010년 KBS1 《웃어라 동해야》 ... 김말선 역, 도지원이 연기한 안나(조동백)의 생모 역할
- 2010년 SBS 《당신의 천국》 ... 옥분 역
- 2011년 KBS2 《두근두근 달콤》 ... 양애자 역
- 2011년 MBC 《미스 리플리》 ... 장명훈의 어머니 역
- 2011년 SBS 《더 뮤지컬》 ... 양순이 역
- 2011년 KBS1 《HDTV 문학관 - 사랑방 손님과 어머니》 ... 덕님 역
- 2012년 SBS 플러스 《그대를 사랑합니다》 ... 송이뿐 역
- 2013년 KBS2 《광고천재 이태백》 ... 지관순 역
- 2013년 MBC 《남자가 사랑할 때》 ... 배추자 역
- 2014년 KBS2 《천상여자》 ... 공정순 역
- 2014년 EBS 《슴슴한 그대》 ... 성태 할머니 역
- 2015년 MBC 《불굴의 차여사》 ... 임옥분 역
- 2017년 KBS2 《꽃 피어라 달순아!》 ... 최금선 역
- 2019년 JTBC 《눈이 부시게》 ... 샤넬 역
- 2019년 KBS2 《생일편지》 ... 여일애 역
- 2020년 SBS 《스토브리그》 ... 백승수의 어머니 역
- 2020년 OCN 《미씽: 그들이 있었다》 ... 한여희 역
- 2020년 SBS 《날아라 개천용》 ... 정명휘의 할머니 역 (특별출연)
- 2021년 KBS1 《속아도 꿈결》 ... 종화 어머니 역 (특별출연)
- 2023년 KBS2 《효심이네 각자도생》 ... 최명희 역
- 2025년 SBS 《우리 영화》 … 할머니 역 (특별출연)

### 영화
- 1976년 《간난이》 ... 간난이 역
- 1977년 《광화문통 아이》
- 1979년 《돛대도 아니 달고》
- 1980년 《마지막 밀애》
- 1980년 《엄마 없는 하늘 아래》
- 1980년 《그때 그사람》
- 1981년 《세 번은 짧게 세 번은 길게》
- 1982년 《유혹》
- 1984년 《가고파》
- 1988년 《청춘시대》
- 1988년 《캠퍼스 연애특강》 ... 혜리 모 역
- 1989년 《모래성》
- 1990년 《휴거》
- 1993년 《에미의 들》 ... 김은년 역
- 1999년 《간첩 리철진》 ... 김명선 여사 역
- 2002년 《미션 바라바》 ... 어머니 역
- 2005년 《레드아이》 ... 미망인 역(특별출연)
- 2006년 《우리들의 행복한 시간》 ... 유정의 어머니 역
- 2008년 《외톨이》 ... 할머니 역
- 2017년 《콜링》 ... 정 선생님 역 (특별출연)
- 2018년 《비밥바룰라》 ... 은지 엄마 역
- 2019년 《로망》 ... 이매자 역
- 2022년 《인연을 긋다》 ... 홍귀덕 역

### 광고
- 동방유량 해표 식용유, 해표 참기름, 해표 김, 해표 선물 세트
- 1998년 드비어스 결혼 다이아몬드
- 1999년 공익광고협의회 친절 공익광고 (브루노 브루니 주니어와 함께 출연)
- 2005년 유한킴벌리 디펜드

## 선전물 관련
- 서울 여의도 소속 개신교 침례회 신도인 연기자 정영숙은 대한성서공회 개역개정판 성서 포스터 모델로도 활동하였다.

## 수상
- 2017년 제10회 코리아드라마페스티벌 공로상
- 2002년 MBC 연기대상 특별상
- 1988년 제24회 백상예술대상 TV부문 인기상
- 1983년 제19회 백상예술대상 영화부문 여자최우수연기상
- 1978년 한국방송대상 TV연기부문 대상
- 1977년 제13회 백상예술대상 영화부문 여자최우수조연상

## 가족 관계
- 배우자 : 전동진
  - 아들 : 전유성
    - 며느리 : 박정임
      - 손자 : 전준환 (2004년 ~ )

  - 딸 : 전유경